# Eucessia rubens
Eucessia rubens är en tvåvingeart som beskrevs av Daniel William Coquillett 1886. Eucessia rubens ingår i släktet Eucessia och familjen svävflugor.
Artens utbredningsområde är Kalifornien. Inga underarter finns listade i Catalogue of Life.